# Донская армия

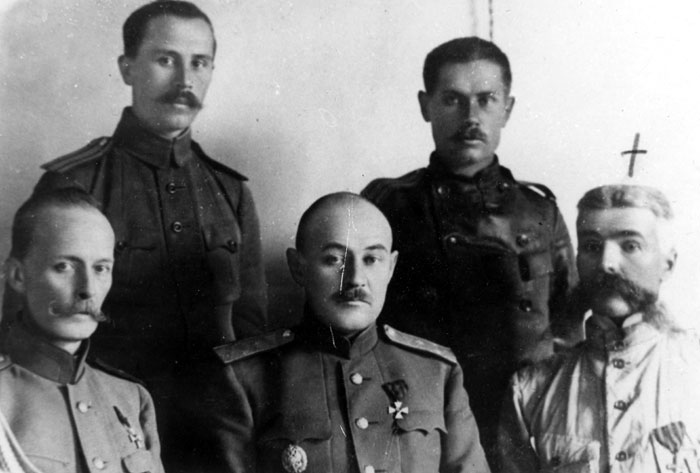
Командование (второй состав) Донской армии (февраль 1919).
Сидят слева направо: начальник штаба Донской армии генерал-лейтенант Кельчевский Анатолий Киприанович, командующий Донской армией генерал-лейтенант Сидорин Владимир Ильич и командующий Восточным фронтом, а затем 4-м Донским корпусом, генерал-лейтенант Мамонтов Константин Константинович (после его смерти в феврале 1920 года, владелец фотографии нарисовал над его головой крест).
Стоят слева направо: первый генерал-квартирмейстер штаба Донской армии полковник Кислов Григорий Яковлевич, начальник разведывательного и оперативного отделения генерального штаба полковник Добрынин Владимир Васильевич

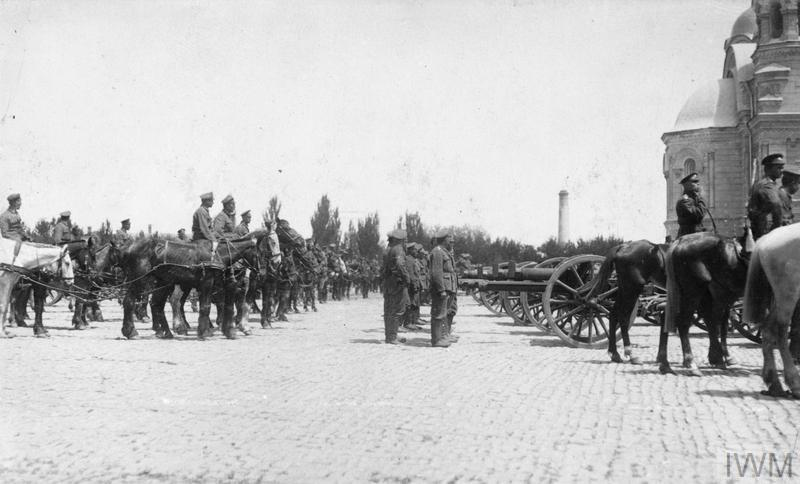
Новочеркасск, III Донской корпус на параде, в честь Дня Святого Георгия.

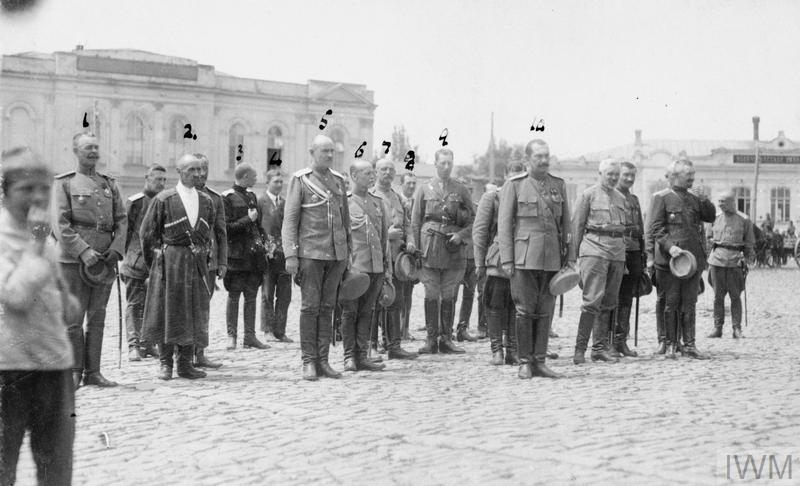
На соборной площади Новочеркасска, июль 1919

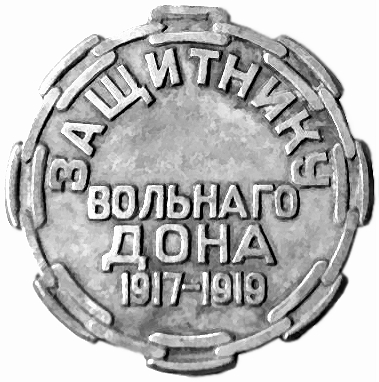
Медаль 1919 г.

Донска́я а́рмия — название вооружённых сил Всевеликого войска Донского, впоследствии также составной части Вооружённых сил Юга России (ВСЮР).
Состояла из регулярной армии (на основе станичного ополчения) и постоянной или, так называемой Молодой армии, технических, бронепоездных, броневых и авиационных частей.

## История
Донская армия была создана весной 1918 года в ходе восстания донского казачества против большевиков на базе повстанческих частей и отряда генерала П. Х. Попова, вернувшегося из Степного похода. В течение всего 1918 года действовала отдельно от Добровольческой армии. В апреле состояла из 6-и пеших и 2-х конных полков Северного отряда полковника Фицхелаурова, одного конного полка в Ростове и нескольких небольших отрядов, разбросанных по всей области. Полки имели станичную организацию с численностью от 2-3 тысяч до 300—500 чел. — в зависимости от политических настроений в станице. Они были пешие, с конной частью от 30 до 200—300 шашек. К концу апреля армия имела до 6 тыс. чел., 30 пулемётов, 6 орудий (7 пеших и 2 конных полка). Она (с 11 апреля) состояла из трех групп: Южная (полковник С. В. Денисов), Северная (войсковой старшина Э. Ф. Семилетов; бывший Степной отряд) и Задонская (генерал-майор П. Т. Семенов, полковник И. Ф. Быкадоров).
На 12 мая 1918 войсковому штабу было подчинено 14 отрядов: генерал-майоров Фицхелаурова, Мамонтова, Быкадорова (бывш. Семенова), Татаркина, полковников Туроверова, Алферова, Абраменкова, Голубинцева, Тапилина, Епихова, Киреева, Толоконникова, Зубова, войсковых старшин Старикова, Сутулова, Кравцова и Мартынова, есаула Веденеева.
В середине мая 1918 года Донская армия насчитывала 17 тыс. человек, 21 орудие, 58 пулемётов.
К маю 1918 года восставшие казаки выбили с территории Области Войска Донского отряды красногвардейцев.
16 мая 1918 года П. Н. Краснов был избран атаманом Донского казачества. Сделав ставку на Германию, опираясь на её поддержку и не подчиняясь А. И. Деникину, по-прежнему ориентировавшемуся на «союзников», он развернул борьбу с большевиками во главе Донской армии. Краснов отменил принятые декреты Советской власти и Временного правительства и создал Всевеликое Войско Донское как самостоятельное государство.
К 1 июня отряды были сведены в 6 более крупных групп: Алферова на Севере, Мамонтова под Царицыном, Быкадорова под Батайском, Киреева под Великокняжеской, Фицхелаурова в Донецком районе и Семенова в Ростове. В середине лета армия увеличилась до 46-50 тыс. чел., по другим данным, к концу июля — 45 тыс. чел., 610 пулемётов и 150 орудий. К началу августа войска распределялись по 5 войсковым районам: Ростовский (генерал-майор Греков), Задонский (генерал-майор И. Ф. Быкадоров), Цимлянский (генерал-майор К. К. Мамонтов), Северо-Западный (полковник З. А. Алферов), Усть-Медведицкий (генерал-майор А. П. Фицхелауров).
Большой Войсковой Круг, созванный в августе 1918 года, произвёл атамана Краснова в генералы от кавалерии и наделил его диктаторскими полномочиями.
С августа 1918 года станичные полки сводились, образуя номерные полки (пешие 2-3 батальона, конные — 6 сотен), распределенные по бригадам, дивизиям и корпусам. Осенью 1918 — в начале 1919 войсковые районы переименованы во фронты: Северо-Восточный, Восточный, Северный и Западный. Тогда же завершилось формирование Молодой армии. Офицерами в полках были уроженцы тех же станиц. Если их не хватало, брали и из других станиц, а в случае крайней необходимости — офицеров-неказаков, которым первое время не доверяли.
Летом 1918, не считая постоянной Молодой армии, под ружьем находилось 57 тыс. казаков. К декабрю на фронте было 31,3 тыс. бойцов при 1282 офицерах; Молодая армия насчитывала 20 тыс. человек. В составе армии имелись Донской кадетский корпус, Новочеркасское (Атаманское) училище, Донская офицерская школа и военно-фельдшерские курсы. 30 сентября (13 октября) в состав армии был включен сформированный из частей бывшей Русской народной армии Саратовский корпус Особой Южной армии. К концу января 1919 Донская армия имела под ружьем 76,5 тыс. человек. Донские полки в 1919 имели в строю по 1000 сабель, но после трех месяцев боев их состав сокращался до 150—200. Морским управлением ВВД (контр-адмирал И. А. Кононов), была образована Донская флотилия.

### Объединение во ВСЮР и реорганизация Донской армии
По соглашению от 8 января 1919 года Донская армия перешла в оперативное подчинение главкому Добровольческой армии Деникину; внутренние дела, назначения командного состава, чинопроизводство и др. остались в ведении Донского правительства.
После объединения во ВСЮР 23 февраля 1919 армия была переформирована. Фронты преобразовывались в 1-ю, 2-ю и 3-ю армии, а группы, районы и отряды — в корпуса (неотдельные) и дивизии по 3—4 полка. Затем (12 мая 1919) армии были преобразованы в отдельные корпуса, корпуса сведены в дивизии, дивизии — в бригады по 3 полка. После реорганизации армия состояла из 1-го, 2-го и 3-го Донских отдельных корпусов, к которым 28 июня добавился 4-й. В августе 1919 последовала новая реорганизация: четырёхполковые дивизии превращались в трёхполковые бригады, которые сводились в девятиполковые дивизии (по 3 бригады в каждой). Осенью 1919 армии был также временно приданны 2-й Кубанский корпус и 3-й Кубанский корпус.
В общей сложности к 5 июля 1919 насчитывала 52 315 человек (в том числе 2106 офицеров, 40 927 строевых, 3339 вспомогательных и 5943 нестроевых нижних чинов).
На 5 октября 1919 имела 25 834 штыков, 24 689 сабель, 1343 сапёра, 1077 пулемётов, 212 орудий (183 легких, 8 тяжелых, 7 траншейных и 14 гаубиц), 6 самолётов, 7 бронепоездов, 4 танка и 4 бронеавтомобиля.
В армии, в отличие от других составных частей ВСЮР, действовала прежняя наградная система русской армии.
В ходе боёв осенью — зимой 1919 года Донская армия понесла значительные потери, в январе-феврале 1920 года окончательно разгромлена на Северном Кавказе. Её остатки в марте — апреле сдались в плен Красной армии и частью перешли в её ряды.
24 марта 1920 года из частей армии, вывезенных в Крым, сформирован Отдельный Донской корпус, а 1 мая все донские части сведены в Донской корпус.

## Командующие
- генерал-майор К. С. Поляков (3-12 апреля 1918),
- г.ш.генерал-майор П. Х. Попов (12 апреля − 5 мая 1918),
- г.ш.генерал-лейтенант С. В. Денисов (5 мая 1918 − 2 февраля 1919),
- г.ш.генерал-лейтенант В. И. Сидорин (2 февраля 1919 − 14 марта 1920).

## Начальники штаба
- г.ш.полковник С. В. Денисов (3-12 апреля 1918),
- г.ш.полковник В. И. Сидорин (12 апреля − 5 мая 1918),
- г.ш.полковник И. А. Поляков (5 мая 1918 − 2 февраля 1919),
- г.ш.генерал-лейтенант А. К. Кельчевский (2 февраля 1919 − 14 марта 1920),
- г.ш.генерал-майор Н. Н. Алексеев (23 апреля 1920 − декабрь 1920).

## Боевой состав Донской армии
| Дата               | Бойцов (тыс. чел.) | Орудий | Пулемётов |
| ------------------ | ------------------ | ------ | --------- |
| 1 мая 1918         | 17                 | 21     | 58        |
| 1 июня 1918        | 40                 | 56     | 179       |
| 1 июля 1918        | 49                 | 92     | 272       |
| Середина июля 1918 | 39                 | 93     | 270       |
| 1 августа 1918     | 31                 | 79     | 267       |
| 20 ноября 1918     | 49,5               | 153    | 581       |
| 1 февраля 1919     | 38                 | 168    | 491       |
| 15 февраля 1919    | 15                 | —      | —         |
| 21 апреля 1919     | 15                 | 108    | 441       |
| 10 мая 1919        | 15                 | 131    | 531       |
| 16 июня 1919       | 40                 | —      | —         |
| 15 июля 1919       | 43                 | 177    | 793       |
| 1 августа 1919     | 30                 | 161    | 655       |
| 1 сентября 1919    | 39,5               | 175    | 724       |
| 1 октября 1919     | 46,5               | 192    | 939       |
| 15 октября 1919    | 52,5               | 196    | 765       |
| 1 ноября 1919      | 37                 | 207    | 798       |
| 1 декабря 1919     | 22                 | 143    | 535       |
| 1 января 1920      | 39                 | 200    | 860       |
| 22 января 1920     | 39                 | 243    | 856       |
| 1 февраля 1920     | 38                 | 158    | 687       |